# Vivienne Westwood
Pour les articles homonymes, voir Westwood.
Vivienne Westwood est une styliste et femme d'affaires britannique née le 8 avril 1941 à Hollingworth, dans le Grand Manchester (Cheshire) et morte le 29 décembre 2022 à Clapham.
Surnommée « l'enfant terrible de la mode », elle est connue pour ses créations excentriques et colorées et notamment pour ses chapeaux. Dans les années 1970, elle crée, avec son compagnon Malcolm McLaren — par ailleurs manager des Sex Pistols — une boutique de mode qui contribue à lancer la mode punk.

## Biographie
Dame Vivienne Isabel Swire naît le 8 avril 1941 à Tintwistle dans le Cheshire,. Elle est l'aînée d'une famille de trois enfants. Elle grandit à Hollingworth mais, dans les années 1950, ses parents s'installent dans un bureau de poste à Tintwistle et déménagent à Harrow.
Après cette jeunesse passée à la campagne, elle étudie la mode pendant un trimestre à la Harrow School Art. Elle devient ensuite enseignante dans une école primaire - un métier qu'elle exerce jusqu'en 1971. Elle a déjà une manière particulière de s'habiller et aime la vie nocturne. C'est ainsi qu'aux environs de 1959 elle rencontre Derek Westwood qui dirige un night-club avec qui elle se marie en juillet 1962 et a un fils, Benjamin Westwood, avant de divorcer en 1966.
Elle a un second fils, Joseph, en 1967, avec Malcolm McLaren, avec qui elle vit désormais. En 1971, Malcolm McLaren, Vivienne Westwood et Patrick Casey s'installent au 430 Kings Road à Londres, dans une boutique sombre avec un juke-box du nom de Paradise Garage. Leur magasin prend plusieurs noms successifs — changeant de nom, comme d'orientation pour changer de clientèle — passant par Let it Rock pendant la période hippie ou encore Too Fast To Live Too Young To Die avant de devenir Sex, la fameuse boutique de mode punk, pour changer de nouveau en Senditionaries, clothes for Heroes puis World's End. La boutique et ses collections, reflets de l'anticonformisme de sa fondatrice, marquent un intérêt pour les rockers et la culture urbaine en général.
Dans ce magasin, elle commence à exposer et à vendre ses créations. Elle va même jusqu'à habiller les New York Dolls ou les Sex Pistols, dont son conjoint Malcolm McLaren était le manager. Elle utilise ces groupes à la fois pour promouvoir sa ligne de vêtements et son magasin mais aussi pour exposer les idées politiques du couple à travers ses créations, le tout étant d'avoir la provocation comme ligne directrice. Vivienne Westwood installe petit à petit la mode punk jusqu'à élever ce mouvement contestataire comme un mouvement de mode, pour aller, dans les années 1980, vers une mode plus baroque et expérimentale.

### Défilés et vêtements
En 1981, Vivienne Westwood organise son premier défilé à Londres et, l'année suivante, à Paris, où il est un succès.
Dans cette même ville de Londres elle présente en 1982 sa première collection, « Pirate », qui, un an plus tard, aura un fort succès auprès des Parisiens et qu'elle exposera au fil des années dans le monde entier. Les mannequins, walkman vissé sur les oreilles, arborent teintures au henné et dents en or, et dansent sur des musiques ethniques. 
Dans la collection « Witches » de 1983, dernière collaboration entre Vivienne Westwood et Malcolm McLaren avant leur séparation, la créatrice fait appel à l’imaginaire de la sorcière et notamment de sa cape pour réinterpréter des vêtements traditionnels des vestiaires féminin et masculin de l’époque. Elle crée par exemple sa revisite du trench coat masculin, avec son Witches Raincoat. Ce manteau aux formes exagérées et jouant sur des effets de drapés exagère la coupe du trench coat, porté et popularisé par les officiers pendant la Grande Guerre. Rompant avec les coupes ajustées de l’époque, ce manteau produit un effet de cape au niveau des épaules en raison de la largeur du tissu utilisé et des manches chauve-souris, qui crée un effet de surplus de matière et renforce la carrure de le portant. Ces effets peuvent être retrouvés dans d’autres éléments de la collection, tel la robe visible ci-dessous. Enfin, Westwood joue avec ce vêtement sur les codes du genre étant donné que c’est un vêtement unisexe, pouvant donc être porté aussi bien par un modèle masculin que féminin. 
Mais sa première collection complète pour homme ne sort qu'en 1990. 
En 1989, John Fairchild, éditeur de la bible de la mode Women's Wear Daily, classe Westwood parmi les six meilleurs stylistes du monde. La représentante d'un style glam-rock-rebelle qu'on a baptisée « enfant terrible de la mode », tout comme Jean Paul Gaultier, a fait preuve d'une excentricité toujours renouvelée par ses créations tantôt punk ou tantôt baroques.
Elle est consacrée trois fois, dont 1980, British Designer of The Year pour ses créations atypiques et innovatrices.

### Années 1990
En novembre 1990, Vivienne Westwood contacte Prudence de chez Prudence Millinery et lui demande de confectionner les chapeaux de sa collection automne / hiver 1991 pour femmes. Devant le succès remporté par les collections pour femmes, Prudence Millinery crée ensuite les chapeaux de Vivienne Westwood pour la gamme homme (MAN), à partir de 1996. Durant ces années 1990, plusieurs boutiques verront le jour, dont deux à Londres, une à New York et une à Hong Kong.
En 1992, elle rencontre Andreas Kronthaler qui devient son époux la même année. Quatre ans plus tard, elle signe la conception des costumes de L'Opéra de quat'sous à Vienne (Autriche).
Son fils Joseph et sa conjointe fondent en 1994 la marque de lingerie Agent Provocateur, qui rencontre un franc succès.
En 2004-2005, une rétrospective de ses trente années de carrière est organisée au Victoria and Albert Museum, exposition qui fait ensuite le tour du monde. En mai 2008, Vivienne Westwood participe au film Sex and The City en signant la robe de mariée de l'héroïne du film.
Elle suscite une vive réaction dans le milieu de la mode avec le choix de Pamela Anderson comme égérie de la collection printemps/été 2009.

### Produits dérivés
Vivienne Westwood vend ses créations sous quatre labels différents : Red Label, Gold Label, Anglomania et Man.
Elle participe aussi à la création de produits dérivés du manga Nana de Ai Yazawa.
Depuis quelques années, elle a sorti quatre parfums : Boudoir en 1998, Libertine en 2000, Anglomania en 2004 et Let It Rock en 2008.

En 2009, Vivienne Westwood travaille avec Melissa (marque brésilienne de chaussures) pour qui elle crée des modèles extravagants et originaux à base de caoutchouc recyclé et de velours.

### Engagements
Vivienne Westwood a décidé de ne plus utiliser de fourrure dans ses collections. Elle a d'ailleurs déclaré qu'elle n'avait jamais utilisé de vraie fourrure[citation nécessaire]. Elle rejoint ainsi Tommy Hilfiger, Ralph Lauren ou encore Stella McCartney.
Elle soutient le Tibet en 2008 à la Semaine de la mode de Paris, où son mannequin porte un fourre-tout blanc cassé orné de manifestes en noir épelant Keep Tibet Alive. Un autre sac fourre-tout comportait une représentation du drapeau tibétain en relation avec les troubles au Tibet en 2008.
En 2012, elle soutient publiquement Greenpeace dans sa campagne Save the arctic. Elle conçoit en outre un tee-shirt à  faible impact carbone au bénéfice de la Fondation pour la Justice Environmentale, qu'elle porte lors de son défilé de la Fashion week de cette année-là.
En 2014, elle se prononce pour l'indépendance de l'Écosse, lors du référendum organisé dans le pays le 18 septembre.
En septembre 2015, Vivienne Westwood, avec un groupe militant écologiste, manifeste, debout sur un blindé, devant la maison de campagne de David Cameron contre sa politique sur le gaz de schiste.
Le 21 juillet 2020, vêtue d'un tailleur jaune et enfermée dans une cage géante, elle proteste contre le projet d'extradition du hacker Julian Assange, détenu par les autorités britanniques, devant le tribunal d'Old Bailey à Londres.

### Mort
Le 29 décembre 2022, à l'âge de 81 ans, Vivienne Westwood meurt à Clapham dans le sud de Londres, « paisiblement et entourée de sa famille » (selon la Maison Westwood).

## Distinction
- 1993 : ordre de l'Empire britannique, décorée par la reine Élisabeth II[6],[17].

## Galerie

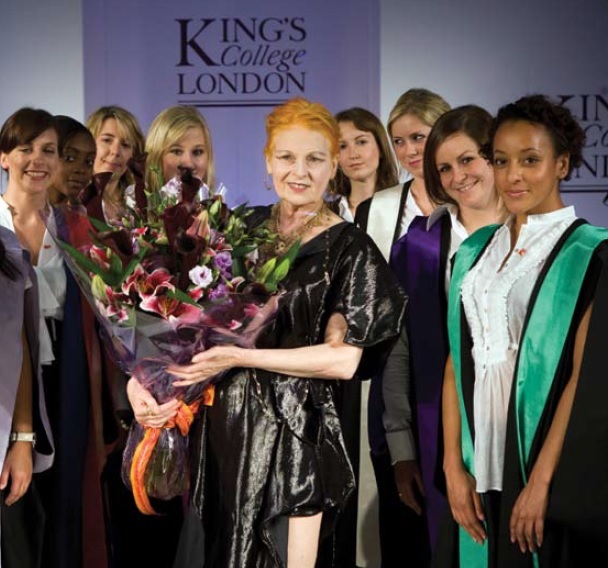
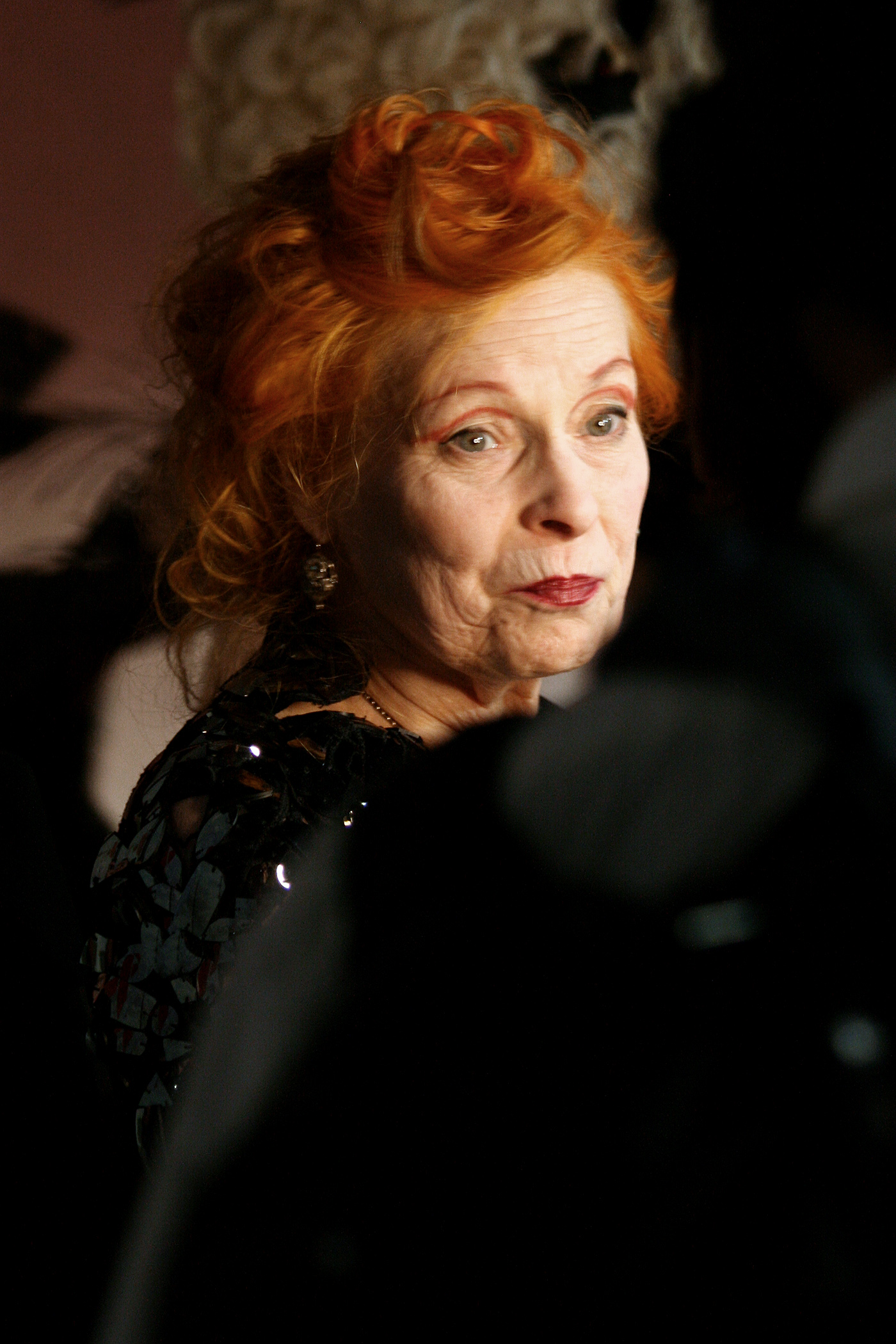
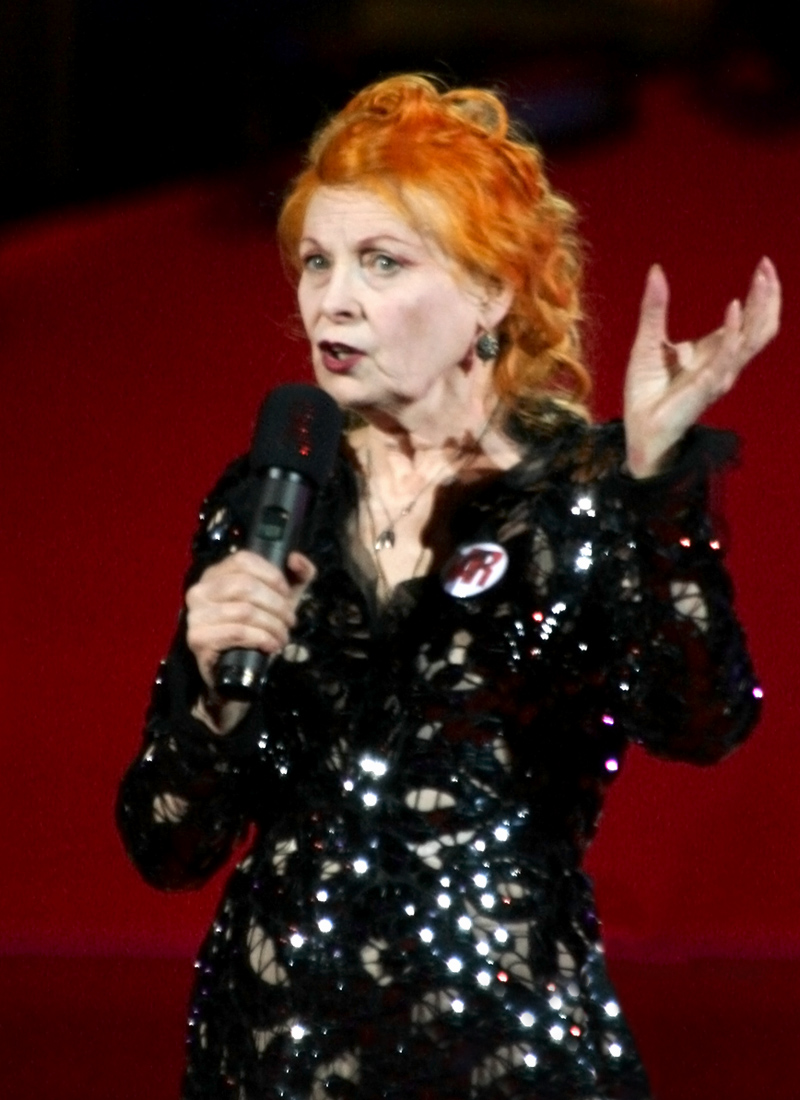
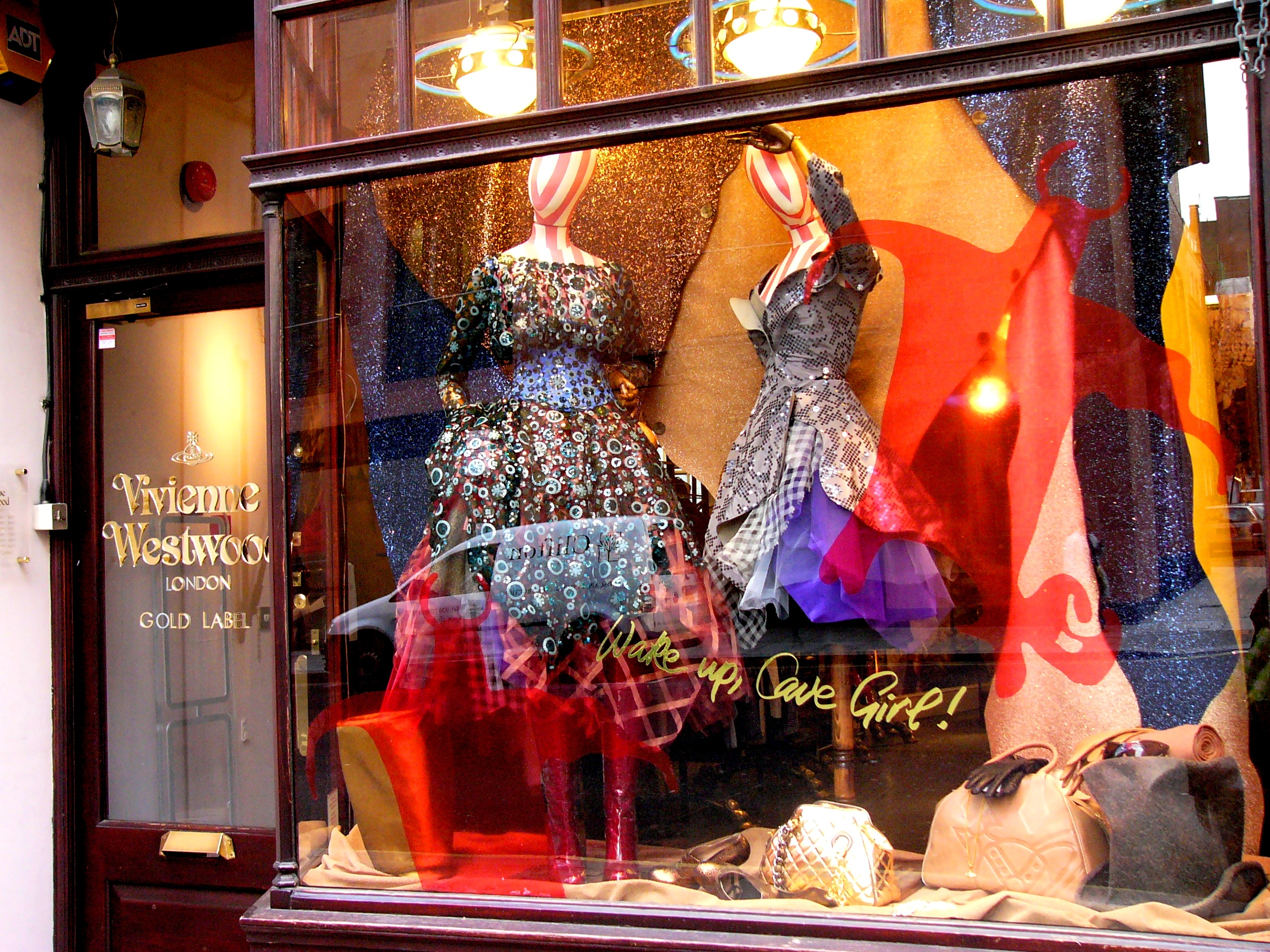

## Ouvrage
- [autobiographie] Vivienne Westwood et Ian Kelly, Vivienne Westwood, Macmillan, 2014, 464 p. (ISBN 1447254147) entretien avec Stéphanie Chayet, Le Monde, 24 octobre 2014 [lire en ligne].